# Ляпунов Денис Юрійович
Ляпунов Денис Юрійович — солдат Збройних сил України, санінструктор, 8-й окремий полк спеціального призначення.

## Нагороди
19 липня 2014 року — за особисту мужність і героїзм, виявлені у захисті державного суверенітету та територіальної цілісності України, вірність військовій присязі під час російсько-української війни, відзначений — нагороджений орденом «За мужність» III ступеня.